# Dobór płciowy
Dobór płciowy – szczególny przypadek doboru naturalnego, gdzie o dostosowaniu decyduje postrzegana atrakcyjność dla płci przeciwnej.

## Postulat Darwina i teoria Anderssona
Dobór płciowy został zaproponowany przez Karola Darwina jako wytłumaczenie pochodzenia ekstrawaganckich i kosztownych cech u organizmów żywych. Najlepszą strategią rozrodczą jest dobieranie dokładnie takich partnerów, jacy mają najlepsze z ekologicznego punktu widzenia cechy, ponieważ gusta wybierającego lub wybierającej jednocześnie same podlegają doborowi ze względu na trafność wyborów, do jakich dokonywania prowokują. To pozornie wykluczało możliwość powstawania w wyniku doboru naturalnego cech nieprzydatnych czy niekorzystnych. Tymczasem dobór naturalny od początku był teorią mającą wyjaśnić powstanie cech, które wydawały się niepotrzebne czy szkodliwe. Dopiero teoria handicapu (handicapizmu) rozwiązała ten pozorny paradoks.
W związku z doborem płciowym istniało wiele teorii, zwykle trudno przekładalnych na język matematyki. Jednocześnie potwierdzenie eksperymentalne doboru płciowego i faktu, że opiera się on na preferencjach partnera seksualnego, było trudne. Idea doboru płciowego została ogólnie zaakceptowana jako teoria naukowa dopiero po ukazaniu się w 1982 r. przełomowej, eksperymentalnej pracy Malte Anderssona. Wykazała ona istnienie wyboru dokonywanego przez samicę i ukierunkowanego na drugorzędowe cechy samca, dokumentując tym samym zachodzenie doboru płciowego. Poprzez eksperymentalną manipulację długością piór ogonowych samców wikłacza olbrzymiego (Euplectes progne), ptaków z rodziny wikłaczowatych, Andersson udokumentował, że osobniki z dłuższymi piórami mają większe szanse na zdobycie samicy. Od tego czasu wykazano eksperymentalnie istnienie doboru płciowego u różnych gatunków.

## Wyjaśnienie preferencji wobec cech obniżających dostosowanie
Pojawiły się też rozmaite hipotezy wyjaśniające preferencje wobec cech obniżających dostosowanie do środowiska (np. jaskrawych barw, zwracających uwagę drapieżników, kosztownych w wytworzeniu ozdób, pogarszających zarazem zdolność ucieczki ich posiadacza, itp.). Do ważniejszych należą:
1. hipoteza atrakcyjnych synów. Zgodnie z nią, kiedy w wyniku przypadku większość samic posiądzie gust skłaniający do preferowania danej cechy, dla reszty samic każda mutacja upodabniająca ich gusta do gustu większości będzie dla nich korzystna. W ten sposób tłumaczy się w ramach tej teorii rozprzestrzenienie takiego gustu w całej populacji i co ważniejsze, utrzymanie się go (gdyby nie istniał żaden mechanizm zapobiegawczy, gust taki jako cecha obojętna czy szkodliwa powinien naturalnie zaniknąć). Samicom miałoby się opłacać posiadać taki gust jak większość, gdyż zgodnie z tym większościowym gustem a) dobrałyby one sobie partnera i spłodziły z nim syna podobnego do ojca, a więc posiadającego cechy podobające się większości b) po większości samic gust dziedziczyłaby liczniejsza grupa córek niż po mniejszości,
2. hipoteza handicapu. Zgodnie z nią samcom miałoby się opłacać „reklamować” swoją sprawność pewnym stopniem upośledzenia relatywnym do tej sprawności. Samiec, który przeżył z upośledzającą cechą, musiał wykazać się zdrowiem i sprawnością, przy czym zdrowie to i sprawność muszą być relatywne do upośledzenia (przesadzać z „reklamą” nie opłaca się, gdyż pod względem doboru naturalnego traci się więcej niż pod względem doboru płciowego). Upośledzająca cecha jest więc dla samicy prostą i dostępną informacją o zdrowiu samca (np. organów wewnętrznych nie widać).

O przyjęciu teorii handicapu i odrzuceniu wcześniejszej hipotezy atrakcyjnych synów zadecydowały trzy czynniki: 1) sprzeczność hipotezy atrakcyjnych synów z ogólną teorią doboru naturalnego 2) dane empiryczne 3) brak konkluzywności hipotezy atrakcyjnych synów.
1. Początkowo każda nowa cecha (np. przeciwstawny kciuk, pierwsze skrzydła, pierwsze płuca itd.) jest niepreferowana przez większość (wszystkie) samic, bo skłonność do niej nie miała jeszcze czasu się pojawić. Gdyby istniało sprzężenie zwrotne powodujące, że samice po podjęciu „decyzji” o tym, że jakaś cecha niekorzystna się im podoba, wzmacniały się w tej „decyzji”, nowe cechy nie mogłyby się rozprzestrzeniać, nawet gdyby były korzystniejsze od zastanych. Dobór naturalny nie mógłby zadziałać i ewolucja nie mogłaby się pojawić.
2. Dane empiryczne mówią o tym, że samice preferują niektóre cechy tym bardziej, im bardziej intensywne one są. Tymczasem, zgodnie z hipotezą atrakcyjnych synów, gdy dana intensywność cechy (np. ogon o długości 30 cm) stanie się atrakcyjna dla większości samic, nie ma sposobu, aby inna intensywność tej cechy (np. ogon o długości 20 lub 40 cm) stała się dla którejkolwiek z nich atrakcyjna.
3. Córki dziedziczą gust po matce, a synowie po ojcu (wybranym przez matkę) cechy, w których gustuje matka (a więc i córka). Zatem w każdym pokoleniu zarówno synowie mniejszości samic, jak i synowie większości samic napotkają na taką samą konkurencję o samice.

## Dobór płciowy człowieka
Istnieją też badania nad doborem płciowym u człowieka; psychologia ewolucyjna wyjaśnia korzyści z określonych preferencji przekładające się na większe dostosowanie: np. preferowana jest symetria ciała (brak zaburzeń rozwojowych), wyższy wzrost (u mężczyzn), oznaki młodości, liczba dzieci, jakie może urodzić kobieta jest zależna od jej wieku, niska proporcja talii do bioder wskazująca, że kobieta nie jest już w ciąży i zwiększająca prawdopodobieństwo urodzenia wielu zdrowych dzieci itp.
Dobór płciowy związany jest z drugo- i trzeciorzędowymi cechami płciowymi.